# 六塘镇 (桂林市)
六塘镇，是中华人民共和国广西壮族自治区桂林市临桂区下辖的一个乡镇级行政单位。

## 行政区划
六塘镇下辖以下地区：
六塘街社区、羊田村、三塘村、道莲村、广洞村、岩岭村、船岭村、清泰村、小江村、罗塘村、清塘村、大村、保联村、诚正村、诚桂村和六塘村。